# Marnie McPhail
Marnie McPhail (ur. 4 lipca 1966 w Columbus, Ohio) – kanadyjsko-amerykańska aktorka filmowa i dubbingowa.
Najbardziej znana jako głos Marii Wong z serialu animowanego Aparatka oraz Peaches z serialu animowanego JoJo z cyrku.

## Życie prywatne
McPhail urodziła się w Columbus w stanie Ohio. W 2004 roku wzięła ślub z amerykańskim aktorem, Reed'em Diamondem. Ma jedną córkę.

## Filmografia

### Dubbing
- 1996: Star Trek: Borg – Anastasia Targus
- 2001–2005: Aparatka – Maria Wong
- 2003: I Want a Dog
- 2003–2011: JoJo z cyrku – Peaches

### Filmy i seriale
- 1984–1986: The Edison Twins – Annie Edison
- 2000: Jedyna prawdziwa miłość – Lucy Pearl
- 2001–2002: The Associaties – Cindy Baxter
- 2005: Najwspanialsza gra w dziejach – Mary Ouimet

i inne